# Le Perreux-sur-Marne
Le Perreux-sur-Marne ist eine französische Gemeinde mit 34.654 Einwohnern (Stand 1. Januar 2022) im Département Val-de-Marne in der Region Île-de-France; sie gehört zum Arrondissement Nogent-sur-Marne und war bis zu dessen Auflösung 2015 Verwaltungssitz des Kantons Le Perreux-sur-Marne, seither gehört die Gemeinde zum Kanton Nogent-sur-Marne.
Le Perreux-sur-Marne liegt im Pariser Becken zwischen Fontenay-sous-Bois im Nordwesten, Neuilly-sur-Marne im Nordosten, Bry-sur-Marne im Osten und Champigny-sur-Marne im Süden, am Ufer der Marne. Bis zum Ende des 19. Jahrhunderts gehörte Le Perreux noch zur Stadt Nogent-sur-Marne, die an der westlichen Gemeindegrenze liegt.

## Geschichte
Le Perreux-sur-Marne war schon im Mittelalter unter der lateinischen Bezeichnung Petrosa in den Büchern der Abtei de Saint-Maur 1284 erwähnt worden. Seit dem 13. Jahrhundert existiert auch ein Herrensitz in dem Ort.
1910 kam es zur großen Flut. Weite Teile der Stadt waren durch die Marne geflutet worden.

## Bevölkerungsentwicklung
- 1891: 06.699
- 1901: 11.149
- 1911: 15.971
- 1921: 17.915
- 1931: 23.808
- 1936: 23.553
- 1946: 23.086
- 1962: 27.900
- 1968: 29.099
- 1975: 28.333
- 1982: 27.647
- 1990: 28.477
- 1999: 30.080
- 2006: 32.067
- 2011: 33.214

ab 1962 nur Einwohner mit Erstwohnsitz

## Sehenswürdigkeiten

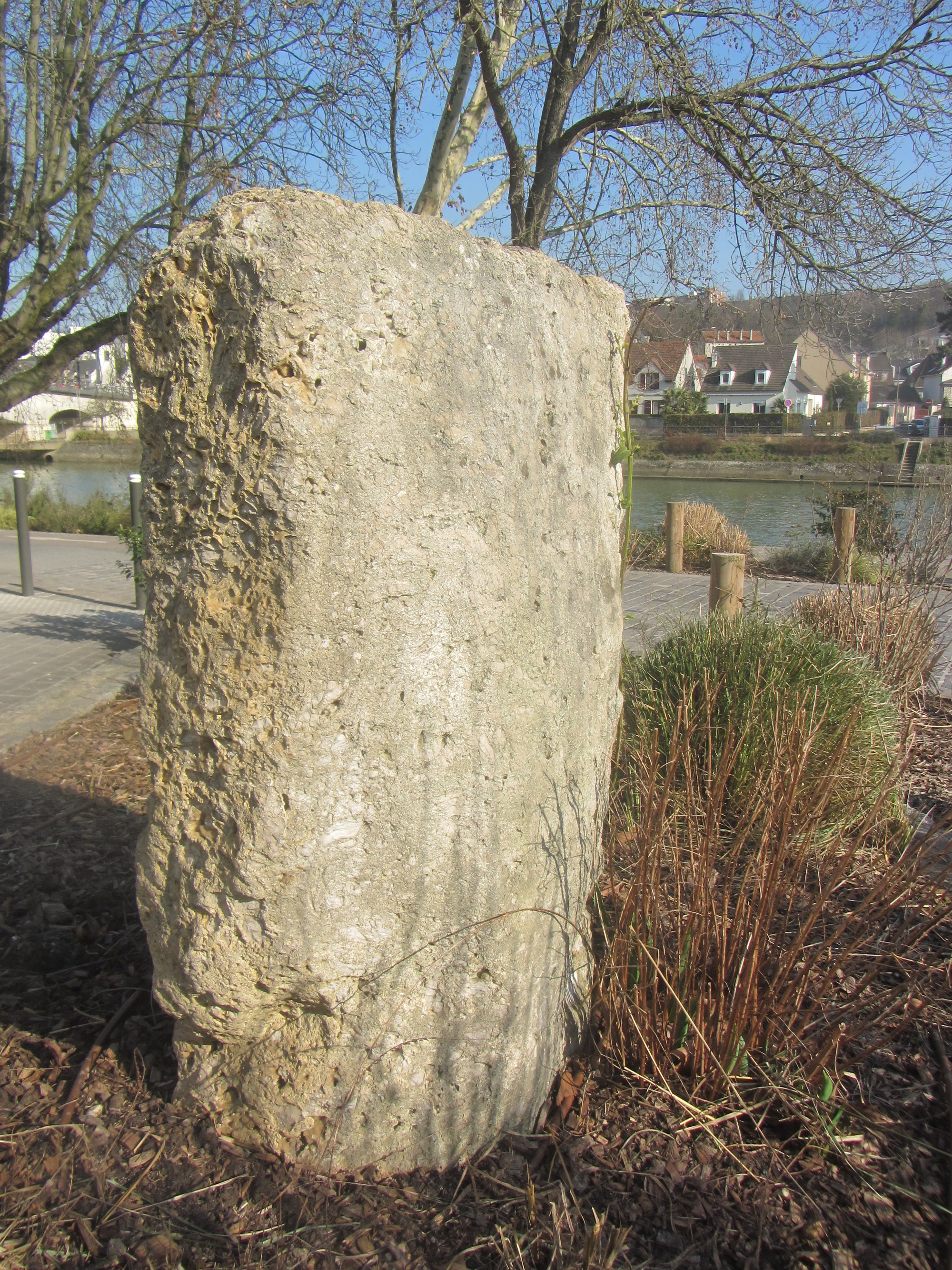
Menhir Pierre Perreuxienne

Der Menhir Pierre Perreuxienne besteht aus einer quaderförmigen Mühlsteinplatte von etwa 2,0 m Höhe, einer Basisbreite von 0,9 m und einer durchschnittlichen Dicke von 0,45 m.
- Das Château aus dem 16. Jahrhundert
- Die Kirche Saint-Jean-Baptiste (im romanischen Stil Ende des 19. Jahrhunderts auf den Fundamenten der früheren Kirche aus dem 12. Jahrhundert errichtet)
- Mehrere Bauten aus dem Baustil der Moderne aus der ersten Hälfte des 20. Jahrhunderts

## Persönlichkeiten
- Paul (1877–1940), François (1879–1951) und Albert (1885–1961) Fratellini, das Trio Fratellini
- Ernst Friedrich (1894–1967), pazifistischer Anarchist
- René Magritte (1898–1967), Maler des Surrealismus
- Germaine Sablon (1899–1985), Schauspielerin und Widerstandskämpferin
- Yves Delacour (1930–2014), Ruderer
- Jean-Claude Forest (1930–1998), Comiczeichner
- Jean-Paul Alègre (* 1951), Dramatiker
- Philippe Lioret (* 1955), Regisseur
- Pascal Amoyel (* 1971), Komponist

## Städtepartnerschaften
- Lambaréné, Gabun
- Anjou, Québec, Kanada
- Forchheim, Bayern, Deutschland (seit 1974)